# 松田一郎
松田 一郎（まつだ いちろう、1933年（昭和8年）1月1日 - 2025年5月4日)は、日本の医学者・医師。学位は、医学博士（北海道大学・1962年）（学位論文「体液酸塩基平衡に関する研究」）。専門は、人類遺伝学・小児科学・医療倫理。熊本大学名誉教授。元北海道医療大学学長。

## 経歴
東京都出身。1957年（昭和32年）北海道大学医学部卒業。1962年（昭和37年）同大大学院医学研究科博士課程修了。論文の題「体液酸塩基平衡に関する研究」。1963年（昭和38年）マギル大学医学部研究員。1966年（昭和41年）北海道大学医学部助手。1969年（昭和44年）北海道大学医学部講師。1972年（昭和47年）ジョンズ・ホプキンズ大学医学部文部省在外研究員。1976年熊本大学医学部教授。1989-1992年、1995-1997年熊本大学医学部附属病院長。1998年（平成10年）熊本大学停年退官。同名誉教授。くまもと江津湖療育医療センター長。その後、北海道医療大学大学院看護福祉学研究科教授・同心理科学部特任教授。2005年同副学長、2006年北海道医療大学5代学長に就任。2010年退任。2011年、北海道療育園理事・医療顧問。
この他、1990-2002年 日本マススクリーニング学会理事長、2000-2004年 日本人類遺伝学会理事長。
- 2000年～2006年 国際新生児スクリーニング学会 執行委員会 委員
- 2001年～2005年 国際医学団体協議会（CIOMS） 執行委員会 委員，国際ハプロタイプマッピング研究組織 運営委員
- 2003年～2005年 日本学術会議 第七部会員（19期）
- 2005年 日本学術会議 連携会員
- 1998年10月～1999年3月 米国 ジョンズ・ホプキンズ大学 遺伝医学及び公共政策部門 客員教授

## 研究領域
単一遺伝子病の分子遺伝や、遺伝病の遺伝子治療、遺伝医学の生命倫理及び医療倫理

## 受賞・栄典
- 日本先天代謝異常学会賞（1992年）
- 日本人類遺伝学会賞（1994年）
- 熊日賞（1997年）
- 紫綬褒章（1999年）[2]
- 日本医師会医学賞（2004年）
- 瑞宝中綬章（2007年）[3]
- 日本小児科学会賞（2016年）
- 日本マススクリーニング学会 特別功労者表彰（2016年）
- 熊本県近代文化功労者（2020年）

## 主著
- 「体液酸塩基平衡に関する研究」　北海道大学へ提出した博士論文 1962年9月30日
- 『妊婦への投薬（Drug Therapy コンパクトシリーズ8巻）』（ミクス, 1989年）
- 服巻保幸と共著『遺伝子を理解する』（三輪書店:, 1995年）
- Edwin N.Forman, Rosalind Ekman Ladd著松田訳『小児医療の生命倫理 : ケーススタディ』（診断と治療社, 1998年）
- 『動きだした遺伝子医療 : 差し迫った倫理的問題(ポピュラーサイエンス;214)』（裳華房, 1999年）
- 『生命医学倫理ノート : 和の思想との対話』（日本評論社, 2004年）
- 『Japan』. Wertz DC, Flecher JC. 編集 ‘ Genetics and Ethics in Global Perspective ’. 251-261頁（Kluwer. Academic Publisher. The Netherland. 2004）
- 『Prenatal, Perinatal, and Child Healthcare Decision Making: Japanese Perspective 』Alexander Perry, C.D. Herrera編集, ‘New Perspectives in Japanese Bioethics’ 53-72頁（Cambridge Scholars Publishing. UK. 2015）